# Маслянников, Василий Васильевич
Васи́лий Васи́льевич Ма́слянников (1867 — 27 января (9 февраля) 1912) — член II Государственной думы от Полтавской губернии.

## Биография

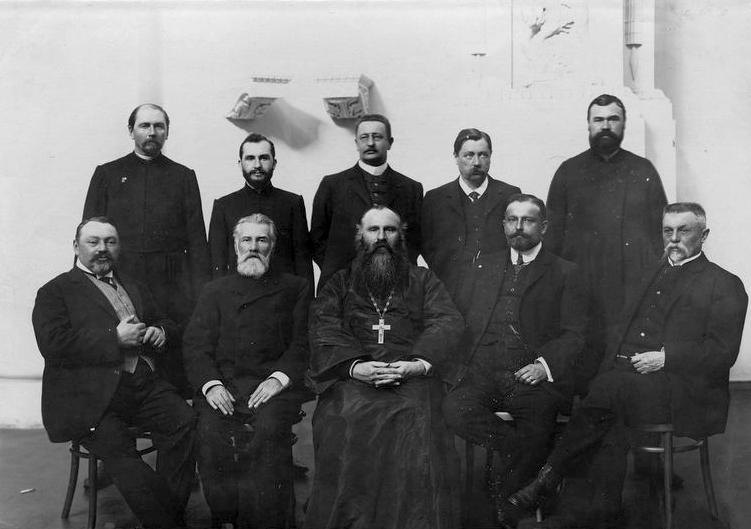
Депутаты Государственной думы II созыва от Полтавской губернии. Стоят: Власенко А. Ф., Дубовик К. А., Милорадович Д. Н., Лукашевич С. В., Черненко Т. Г.; сидят: Булюбаш В. И., Павлов П. П., Пирский Н. В., Маслянников В. В., Шкларевич П. Д.

Православный. Из потомственных дворян Полтавской губернии. Землевладелец Прилукского уезда (700 десятин).
Окончил Прилукскую гимназию и юридический факультет университета Св. Владимира со степенью кандидата прав (1889).
По окончании университета в течение семи лет служил в земском отделе Министерства внутренних дел. Затем поселился в родовом имении, хуторе Покровка, и в 1896—1902 годах был земским начальником 1-го участка Прилукского уезда. Одновременно избирался гласным Прилукского уездного и Полтавского губернского земских собраний, а также почетным мировым судьей Прилукского уезда.
В феврале 1907 года был избран членом II Государственной думы от Полтавской губернии. Входил во фракцию октябристов и группу правых и умеренных. Состоял членом аграрной комиссии.
После роспуска II Государственной думы вернулся в Полтавскую губернию и два трехлетия состоял уездным и губернским гласным, и почетным мировым судьей. Дослужился до чина коллежского советника. Умер в 1912 году от нефрита в каирском пригороде Гелуан. Был женат.